# HD 204965
HD 204965，又名BD+52 2957，SAO 33477、HR 8237，是一颗恒星，视星等为6.02，位于銀經95.32，銀緯1.22，其B1900.0坐标为赤經21h 27m 0.4s，赤緯+52° 1.22′ 4″。